# Arping
arping — утилита для обнаружения хостов в компьютерной сети.
Функционирует аналогично утилите ping, но, в отличие от неё, посылает/получает не ICMP-запросы/ответы, а ARP-запросы/ответы. Т.к. ARP-пакеты являются широковещательными и не проходят сквозь маршрутизаторы, утилиту arping можно использовать только внутри L2-доменов.
Основные опции, доступные при инициализации утилиты:
- -А — использовать при отправке ARP-пакета ARP-ответ (ARP REPLY) вместо ARP-запроса (ARP REQUEST).
- -b — отправка широковещательных пакетов на уровне MAC.
- -с — указание количества запросов адресату, после которых рассылка должна быть остановлена.
- -I — наименование сетевого интерфейса, через который будут отправлены ARP-пакеты.

## Пример
Выполнения команды:
```
$
 
ARPING
 
192
.168.39.120
 
from
 
192
.168.39.1
 
eth0
 
-
 
t
Unicast
 
reply
 
from
 
192
.168.39.120
 
[
00
:01:80:38:F7:4C
]
 
0
.810ms
Unicast
 
reply
 
from
 
192
.168.39.120
 
[
00
:01:80:38:F7:4C
]
 
0
.607ms
Unicast
 
reply
 
from
 
192
.168.39.120
 
[
00
:01:80:38:F7:4C
]
 
0
.602ms
Unicast
 
reply
 
from
 
192
.168.39.120
 
[
00
:01:80:38:F7:4C
]
 
0
.606ms
Sent
 
4
 
probes
 
(
1
 
broadcast
(
s
))

Received
 
4
 
response
(
s
)

```